# Запис Ђукића дуд (Главица)
Запис Ђукића дуд (Главица) се налази на парцели чији је власник Ђукић Славко, Бранко и Драги.

## Локација
| Општина             | Параћин                                                                     |
| Катастарска општина | Главица                                                                     |
| Потес               | Кључ                                                                        |
| Координате          | 43° 51′ 31″ С; 21° 26′ 51″ И / 43.858699999999999° С; 21.447399999999998° И |
| Надморска висина    | 146m                                                                        |

## Карактеристике
Дендрометријске вредности утврђене на терену и сателитским снимцима:
| Стабло                     | Дуд |
| Висина стабла              | m   |
| Обим дебла                 | m   |
| Пречник крошње             | 14m |
| Пречник дебла              | m   |
| Висина дебла до прве гране | m   |

## База записа
Запис је у оквиру Викимедија пројекта "Запис - Свето дрво" заведен под редним бројем 0665.